# Lotería del Táchira (equipo ciclista)
Lotería del Táchira es un equipo ciclista de Venezuela. Está patrocinado por Lotería del Táchira. Creado en 1968, es el equipo de ciclismo más antiguo de Venezuela. Participa principalmente en Venezuela, aunque también ha sido invitado a participar en el extranjero, incluso en pruebas profesionales del UCI America Tour como la Vuelta a Colombia, Vuelta Independencia Nacional, Vuelta a Bolivia y Vuelta a Guatemala al ser carreras de categoría 2.2 (última categoría profesional).

## Historia
El equipo ciclista Lotería del Táchira nació en el año 1968 como una idea de la Lotería del Táchira en apoyar una de las dos pasiones que tiene el estado Táchira las cuales son el Fútbol  y el Ciclismo.
Es el equipo de ciclistas más antiguos de Venezuela con 57 años de actividad ininterrumpida.
Equipo glorioso que ha ganado en muchas ocasiones los mejores eventos del país como lo son Clásico Ciclístico Banfoandes, Vuelta al Táchira y Vuelta a Venezuela.
Saliendo también victorioso en grandes eventos del UCI America Tour como la Doble Copacabana GP Fides, Vuelta a Colombia, entre otros.

## Vuelta a Venezuela
Su participación desde 1968 lo hace el equipo más ganador desde su fundación como Club en 1968, la cual ha logrado ganar en 19 ocasiones a lo largo de su historia.
Triunfadores de la Vuelta a Venezuela
| Nombre           | Años             | Nacionalidad |
| Fernando Fontes  | 1968             | Venezuela    |
| Santos Bermúdez  | 1970             | Venezuela    |
| Nicolás Reidtler | 1971             | Venezuela    |
| Víctor Rubiano   | 1973             | Venezuela    |
| Luis Vivas       | 1974             | Venezuela    |
| Elio Villamizar  | 1984, 1985       | Colombia     |
| Mario Medina     | 1986             | Venezuela    |
| José Lindarte    | 1987             | Venezuela    |
| Omar Pumar       | 1993             | Venezuela    |
| Joselín Saavedra | 1994             | Venezuela    |
| Pastor Linares   | 1996             | Venezuela    |
| José Chacón      | 2001, 2003, 2005 | Venezuela    |
| Franklin Chacón  | 2007             | Colombia     |
| Tomás Gil        | 2010             | Venezuela    |
| Jonathan Salinas | 2014             | Venezuela    |
| José Alarcón     | 2015             | Venezuela    |

## Vuelta al Táchira
Debido a su patrocinador uno de sus grandes objetivos es la Vuelta al Táchira la cual ha logrado ganar en 15 ocasiones a lo largo de su historia.

## Ciclistas destacados
Por esta institución han desfilado los mejores corredores de Venezuela como Omar Pumar, hoy asistente del equipo, Noel Vásquez, Julio César Blanco, Aldrín Salamanca y John Nava.
Entre los extranjeros se destacan el colombiano César Salazar, con más de 15 años defendiendo el equipo de los andes, y el cubano Diocenis Valdez, quien acumuló un gran número de etapas por su habilidad en el remate final.

## Segundo equipo
Debido a la amplia plantilla de corredores que tiene el equipo, en las competiciones que disputan en Venezuela, suele utilizar un segundo equipo conocido como: Kino Táchira.
Que en la actualidad es denominado: Kino Táchira/Alicanto Consulting Group

## Sede
El equipo Lotería del Táchira posee la sede de concentración en Santa Ana del Táchira dotada con salas de masaje, dormitorios, sector para 60 u 80 bicicletas, 11 carros, gimnasio y muchas cosas más.

## Cuerpo técnico
El equipo ciclista Lotería del Táchira, /Osorio Group/Banco Sofitasa/Concafé dirigido por el experimentado Omar Pumar 
Y Kino Táchira/Alicanto Consulting Group, al mando del Director Técnico Arlex Méndez.

## Plantillas

### Plantilla 2025 Lotería del Táchira/Osorio Group/Banco Sofitasa/Concafé
| Nombre          | ' | Nacionalidad |
| Enrique Díaz    |   | Venezuela    |
| Franklin Chacón |   | Venezuela    |
| Manuel Medina   |   | Venezuela    |
| Gabriel Mendoza |   | Venezuela    |
| Edwin Torres    |   | Venezuela    |

### Plantilla 2025 Kino Táchira/ Alicanto Consulting Group
| Nombre             | ' | Nacionalidad |
| Moisés García      |   | Venezuela    |
| Antoni Quintero    |   | Venezuela    |
| Alan López         |   | Venezuela    |
| Diego Méndez Pérez |   | Venezuela    |
| Germán Rincón      |   | Venezuela    |